# Mesocyclops roberti
Mesocyclops roberti is een eenoogkreeftjessoort uit de familie van de Cyclopidae. De wetenschappelijke naam van de soort is voor het eerst geldig gepubliceerd in 2012 door Holynska & Stoch.